# Трансгресія (фільм, 2011)
Трансгресія (англ. Transgression) — трилер.

## Сюжет
Історія Метью і Елейн та їх найгірший вечір у житті, коли четверо грабіжників вдираються до них у будинок. Але все йде не за планом. Зрада і брехня несподівано спливає в найменш відповідний момент.

## У ролях
- Марія Грація Кучінотта — Елейн
- Фабіо Фулько — Івайло
- Карлос Бардем — Карлос
- Джонатан Кельтц — Девід
- Йон Гонзалез — Геліо
- Івана Міньо — Tanya
- Брендан Прайс — Джеффрі
- Майкл Айронсайд — Метью
- Роландо Раймджанов — Адєстрадор